# Koji Sone
Koji Sone –en japonés, 曽根 康治, Sone Koji– (14 de noviembre de 1928 – 27 de abril de 1981) fue un deportista japonés que compitió en judo. Ganó dos medallas en el Campeonato Mundial de Judo en los años 1958 y 1961.

## Palmarés internacional
| Campeonato Mundial | Campeonato Mundial | Campeonato Mundial | Campeonato Mundial |
| Año                | Lugar              | Medalla            | Categoría          |
| ------------------ | ------------------ | ------------------ | ------------------ |
| 1958               | Tokio (Japón)      | Medalla de oro     | Abierta            |
| 1961               | París (Francia)    | Medalla de plata   | Abierta            |